# Stenostelma corniculatum
Stenostelma corniculatum är en oleanderväxtart som först beskrevs av Ernst Meyer, och fick sitt nu gällande namn av Arthur Allman Bullock. Stenostelma corniculatum ingår i släktet Stenostelma och familjen oleanderväxter. Inga underarter finns listade i Catalogue of Life.